# Майкл Чендлер
Майкл Чендлер-молодший (нар. 24 квітня 1986) — американський боєць змішаних бойових єдиноборств, який виступає під егідою UFC у легкій вазі.
З 2010 по 2020 роки виступав у Bellator MMA, де був триразовим чемпіоном в легкій вазі. Він також був переможцем Bellator в четвертому сезоні турніру легковаговиків. У 2011 році був визнаний бійцем року і в даний час оцінюється як № 4 у світі за версією FightMatrix і № 5 за версією Sherdog. Чендлер має найбільш значущі перемоги над такими бійцями, як Бенсон Хендерсон і Едді Альварес.

## Біографія
Чендлер народився і виріс в Хай-Рідж, штат Міссурі . Він був другим з чотирьох дітей у Майкла Чендлера-старшого і Бетті Чендлер. У середній школі, Чендлер був на дошці пошани за досягнення у футболі і тому що посів друге місце в Міссурі Стейт на чемпіонаті з боротьби. І навіть був визнаний найціннішим борцем.
Після закінчення Північно-Західній середньої школи в 2004 році, Чендлер вступив в Міссурійський університет, де був у збірній з боротьби. Його спеціалізацією в університеті була сфера послуг по управлінню особистими фінансами, а також сфера нерухомості. За час навчання, здобув неймовірну кількість перемог і отримав багато почесних звань по боротьбі.

## Змішані єдиноборства

### Початок кар'єри
Після закінчення борцівської кар'єри, Чендлер почав підготовку зі змішаних єдиноборств з Xtreme Couture . Чендлер дебютував у ММА з першого раунду, здобувши перемогу технічним нокаутом над Кайлом Сводлі.

### Strikeforce
Чендлер дебютував на Strikeforce 20 листопада 2009 року, де він бився з Річардом Буфановонгом і виграв бій технічним нокаутом у 2 раунді.
Його наступний бій у Strikeforce був 15 травня 2010 року, де він бився з Солом Вудсом і виграв бій менше ніж за хвилину.

### Bellator
Чендлер дебютував у Bellator 30 вересня 2010 в Bellator 31, де він переміг Скотта Стоппа технічним нокаутом в першому раунді.
У своєму наступному бою на Bellator 32, Чендлер бився проти Кріса Пейджа в напівсередній вазі. Чендлер виграв бій на першій хвилині (удушення гільйотиною).
У лютому 2011 року Bellator оголосила, що Чендлер братиме участь в 4 сезоні турніру Bellator легковаговиків. У першому раунді турніру, Чендлер боровся з польським суперником Марціном Хельдом.
В Bellator Чендлер виступав 10 років. За цей час він зумів перемогти в турнірі легкоатлетів в 2011 році, а вже на наступний рік став чемпіоном у легкій вазі забравши титул у Едді Альвареса. Двічі захистив пояс у боях з Ріком Хоуном і Девідом Рікелсом. Поступився пояс роздільним рішенням все того ж Альваресу.
Надалі Чендлер ще двічі ставав чемпіоном Bellator в легкій вазі.

### Ultimate Fighting Championship
17 вересня 2020 року було офіційно оголошено про підписання контракту з UFC. Промоушен також оголосив, що Чендлер розглядається як запасний варіант на бій Хабіба Нурмагомедова і Джастіна Гейджи, якщо хтось з бійців не зможе взяти участь в титульному бою на UFC 254.
24 січня 2021 року здобув перемогу технічним нокаутом (перший раунд) над Деном Гукером (США).
16 травня 2021 року зазнав поразки (технічний нокаут у другому раунді) від Шарліса Олівейри, втративши пояс чемпіона в легкій вазі.

## Титули та досягнення

### Змішані єдиноборства
- Bellator
  - Чемпіон Bellator в легкій вазі (три рази).
  - Переможець турніру легкоатлетів в 2011 році.
  - Найбільша кількість перемог здачею в легкій вазі (6)[6].
  - Разом з Девідом Рікелсом найбільша кількість боїв в історії промоушену (23)[7].
  - Разом з Патрісіу Фрейрі найбільша кількість перемог в історії промоушену (18).
- MMAJunkie
  - Нокаут місяця (проти Патрисіу Фрейрі)[8].
- Sherdog
  - Прорив року (2011)

## Статистика в змішаних єдиноборствах
| Професійна кар'єра бійця |            |           |
| Боїв 30                  | Перемог 23 | Поразок 7 |
| Нокаут                   | 11         | 4         |
| Здача                    | 7          | 0         |
| Рішення суддів           | 5          | 3         |

| Результат | Рекорд | Суперник           | Спосіб                                 | Турнір                                     | Дата              | Раунд | Час   | Місце                          | Примітки                                                  |
| --------- | ------ | ------------------ | -------------------------------------- | ------------------------------------------ | ----------------- | ----- | ----- | ------------------------------ | --------------------------------------------------------- |
| Перемога  | 23-7   | Тоні Фергюсон      | Нокаут (удар ногою)                    | UFC 274                                    | 8 травня 2022     | 2     | 0:17  | Фінікс, Аризона, США           | Виступ вечора                                             |
| Поразка   | 22-7   | Джастін Гейджи     | Одностайне рішення                     | UFC 268                                    | 6 листопада 2021  | 3     | 5: 00 | Нью-Йорк, Нью-Йорк, США        | Поєдинок отримав нагороду "Кращий бій 2021 року"          |
| Поразка   | 22-6   | Шарліс Олівейра    | Технічний нокаут (удари)               | UFC 262                                    | 16 травня 2021    | 2     | 0:19  | Х'юстон, Техас, США            | Бій за вакантний титул чемпіона UFC в легкій вазі.        |
| Перемога  | 22-5   | Ден Хукер          | Технічний нокаут (Удар рукою в голову) | UFC 257: Poirier vs. McGregor 2            | 24 січня 2021     | 1     | 2: 30 | Абу-Дабі, ОАЕ                  | Дебют в UFC.                                              |
| Перемога  | 21-5   | Бенсон Хендерсон   | Нокаут (удар коліном)                  | Bellator 243                               | 7 серпня 2020     | 1     | 2: 09 | Анкасвілле, Коннектикут, США   |                                                           |
| Перемога  | 20-5   | Сідні Аутлоу       | Нокаут (удари)                         | Bellator 237                               | 29 грудня 2019    | 1     | 2: 59 | Сайтама, Японія                | Бій в проміжній вазі (72,6).                              |
| Поразка   | 19-5   | Патрісіу Фрейрі    | Технічний нокаут (удари)               | Bellator 221                               | 11 травня 2019    | 1     | 1: 01 | Роузмонт, Іллінойс, США        | Втратив титул чемпіона Bellator в легкій вазі.            |
| Перемога  | 19-4   | Брент Примус       | Одностайне рішення                     | Bellator 212                               | 14 грудня 2018    | 5     | 5: 00 | Гонолулу, Гаваї, США           | Завоював вакантний титул чемпіона Bellator в легкій вазі. |
| Перемога  | 19-4   | Брендон Гірц       | Задушливий прийом (трикутник руками)   | Bellator 197                               | 13 квітня 2018    | 1     | 4: 00 | Сент-Чарльз, Міссурі, США      |                                                           |
| Перемога  | 18-4   | Гоіті Ямаучі       | Одностайне рішення                     | Bellator 192                               | 20 січня 2018     | 3     | 5: 00 | Інглвуд, Каліфорнія, США       |                                                           |
| Поразка   | 17-4   | Брент Примус       | Технічний нокаут (травма ноги)         | Bellator 180                               | 24 червня 2017    | 1     | 2: 22 | Нью-Йорк, Нью-Йорк, США        | Втратив титул чемпіона Bellator в легкій вазі.            |
| Перемога  | 16-3   | Бенсон Хендерсон   | Роздільне рішення                      | Bellator 165                               | 19 листопада 2016 | 5     | 5: 00 | Сан-Хос, Каліфорнія, США       | Захистив титул чемпіона Bellator в легкій вазі.           |
| Перемога  | 15-3   | Патрік Фрейре      | Нокаут (удар)                          | Bellator 157: Dynamite 2                   | 24 червня 2016    | 1     | 2: 14 | Сент-Луїс, Міссурі, США        | Завоював вакантний титул чемпіона Bellator в легкій вазі. |
| Перемога  | 14-3   | Девід Рікелс       | Технічний нокаут (удари)               | Bellator 145                               | 6 листопада 2015  | 2     | 3: 05 | Сент-Луїс, Міссурі, США        |                                                           |
| Перемога  | 13-3   | Дерек Кампос       | Задушливий прийом (ззаду)              | Bellator 138                               | 19 червня 2015    | 1     | 2: 17 | Сент-Луїс, Міссурі, США        |                                                           |
| Поразка   | 12-3   | Вілл Брукс         | Технічний нокаут (удари)               | Bellator 131                               | 15 листопада 2014 | 4     | 3: 48 | Сан-Дієго, Каліфорнія, США     | Бій за вакантний титул чемпіона Bellator в легкій вазі.   |
| Поразка   | 12-2   | Уїлл Брукс         | Роздільне рішення                      | Bellator 120                               | 17 травня 2014    | 5     | 5: 00 | Саутавен, Міссісіпі, США       | Бій за титул тимчасового чемпіона Bellator в легкій вазі. |
| Поразка   | 12-1   | Едді Альварес      | Роздільне рішення                      | Bellator 106                               | 2 листопада 2013  | 5     | 5: 00 | Лонг-Біч, Каліфорнія, США      | Втратив титул чемпіона Bellator в легкій вазі.            |
| Перемога  | 12-0   | Девід Рікелс       | Нокаут (удари)                         | Bellator 97                                | 31 липня 2013     | 1     | 0: 44 | Ріо-Ранчо, Нью-Мексико, США    | Захистив титул чемпіона Bellator в легкій вазі.           |
| Перемога  | 11-0   | Рік Хоун           | Задушливий прийом (ззаду)              | Bellator 85                                | 17 січня 2013     | 2     | 3: 07 | Ірвайн, Каліфорнія, США        | Захистив титул чемпіона Bellator в легкій вазі.           |
| Перемога  | 10-0   | Акіхіро Гоно       | Технічний нокаут (удари)               | Bellator 67                                | 4 травня 2012     | 1     | 0: 56 | Рама, Онтаріо, Канада          | не титульний бій.                                         |
| Перемога  | 9-0    | Едді Альварес      | Задушливий прийом (ззаду)              | Bellator 58                                | 19 листопада 2011 | 4     | 3: 06 | Холлівуд, Флорида, США         | Завоював титул чемпіона Bellator в легкій вазі.           |
| Перемога  | 8-0    | Патрік Фрейре      | Одностайне рішення                     | Bellator 44                                | 14 травня 2011    | 3     | 5: 00 | Атлантик-Сіті, Нью-Джерсі, США | Переміг у турнірі легкоатлетів.                           |
| Перемога  | 7-0    | Ллойд Вудард       | Одностайне рішення                     | Bellator 40                                | 9 квітня 2011     | 3     | 5: 00 | Ньюкерк, Оклахома, США         | Півфінал турніру легковаговиків.                          |
| Перемога  | 6-0    | Марцин Гельд       | Задушливий прийом (трикутник руками)   | Bellator 36                                | 12 березня 2011   | 1     | 3: 56 | Шривпорт, Луїзіана, США        | Дебют в легкій вазі. Чвертьфінал турніру легковаговиків.  |
| Перемога  | 5-0    | Кріс Пейдж         | Задушливий прийом (гільйотина)         | Bellator 32                                | 14 жовтня 2010    | 1     | 0: 57 | Канзас-Сіті, Канзас, США       | Бій в проміжній вазі (74,8).                              |
| Перемога  | 4-0    | Скотт Степп        | Технічний нокаут (удари)               | Bellator 31                                | 30 вересня 2010   | 1     | 1: 57 | Лейк-Чарльз, Луїзіана, США     | Бій в проміжній вазі (74,8).                              |
| Перемога  | 3-0    | Сальвадор Вудс     | Задушливий прийом (ззаду)              | Strikeforce: Heavy Artillery               | 15 травня 2010    | 1     | 0: 59 | Сент-Луїс, Міссурі, США        |                                                           |
| Перемога  | 2-0    | Річард Боуфенувонг | Технічний нокаут (удари)               | Strikeforce Challengers: Woodley vs. Bears | 20 листопада 2009 | 2     | 2: 07 | Канзас-Сіті, Канзас, США       | Бій в проміжній вазі (74,8).                              |
| Перемога  | 1-0    | Кайл Свадлі        | Технічний нокаут (удари)               | First Blood                                | 8 серпня 2009     | 1     | 3: 30 | Лейк Озарк, Міссурі, США       | Дебют в напівсередній вазі.                               |